# SRCM Mod. 35
Az SRCM Mod. 35 egy kézigránát, melyet 1935-ben rendszeresített az olasz hadsereg, majd alkalmazásra került a második világháborúban, és egészen az 1980-as évekig hadrendben tartották. A brit katonák az 1941-42-es észak-afrikai hadjárat alatt csak Vörös Ördögnek (Red Devils) nevezték a legelterjedtebb változat vörös színe miatt.

## Leírás
Az SRCM Mod. 35 kézigránátot 1935-ben rendszeresítették együtt az OTO Mod. 35 és a Breda Mod. 35 gránátokkal. Ezek a fegyverek alkották az olasz kézigránátok új generációját, melyekkel az olasz katonák a frontra indultak a második világháborúban. Az olasz átállás után a németek kezére jutott gránátokat Handgranate 328 jelöléssel rendszeresítették az Olaszországban harcoló német alakulatok. Az olasz hadsereg és a máltai fegyveres erők egészen az 1980-as évekig használták a típust.
Az SRCM Mod. 35 egy támadógránát, ami azt jelenti, hogy a robbanás után csak kis mennyiségű repesz szóródik szét, amely halálos hatósugara kisebb, mint a maximális dobási távolság, célja a használó katona támadásának fedezése, anélkül, hogy annak fedezéket kellene keresnie. Az átlagos dobási távolság 20-25 méter, míg a repeszhatás hatósugara 10-15 méter. A gránáttest alumíniumból készült, 43 gramm TNT-t tartalmaz, amely köré drótot tekertek, ez repül szét repeszként a robbanás után.

## Változatok
- Hadi - piros gránáttest
- Hadi (haditengerészeti változat ) - fehér gránáttest piros csíkokkal
- Gyakorló füstgránát - a háború alatt sárga, majd piros, könnyen megkülönböztethető a gránáttesten lévő lyukakról
- Füst és füst-gyújtó hadi - a gránáttest felső része piros, alsó része fekete, az alján „F” és „F1” jelzéssel
- Gyakorló csökkentett töltettel - piros gránáttest barna és kék csíkokkal
- Nagy robbanóerejű - piros gránáttest sárga csíkkal, nagyobb TNT töltettel
- A háború után gyártott gránátokat khaki alapszínre festették, különböző változatait eltérő színű vonalakkal jelölték.

## Fordítás
- Ez a szócikk részben vagy egészben  a   SRCM Mod. 35 című angol Wikipédia-szócikk ezen változatának fordításán alapul.  Az eredeti cikk szerkesztőit annak laptörténete sorolja fel. Ez a jelzés csupán a megfogalmazás eredetét és a szerzői jogokat jelzi, nem szolgál a cikkben szereplő információk forrásmegjelöléseként.